# Arnay-sous-Vitteaux
Arnay-sous-Vitteaux är en kommun i departementet Côte-d'Or i regionen Bourgogne-Franche-Comté i östra Frankrike. Kommunen ligger i kantonen Vitteaux som tillhör arrondissementet Montbard. År 2022 hade Arnay-sous-Vitteaux 112 invånare.

## Befolkningsutveckling
Antalet invånare i kommunen Arnay-sous-Vitteaux
Referens:INSEE